# Ribes rubrum
Ribes rubrum (L., 1753), comunemente noto come ribes rosso, è una pianta appartenente alla famiglia delle Grossulariaceae, originaria dell'Europa occidentale.

## Descrizione
Il ribes rosso è un piccolo arbusto perenne, caducifoglio e a latifoglie, alto al massimo 1-2 metri, molto ramificato. 
Le foglie sono verdi con tre lobi. 
I fiori sono di colore che varia dal giallo al verde. Fiorisce in marzo-aprile e fruttifica in luglio-agosto. 
I frutti sono piccole bacche edibili di colore rosso, ma anche bianchi o giallastri a seconda della varietà.

## Usi
La vitamina C contenuta all'interno dei frutti aiuta a formare e a proteggere il collagene, una proteina in grado di mantenere sani capillari, gengive e denti.

## Galleria d'immagini

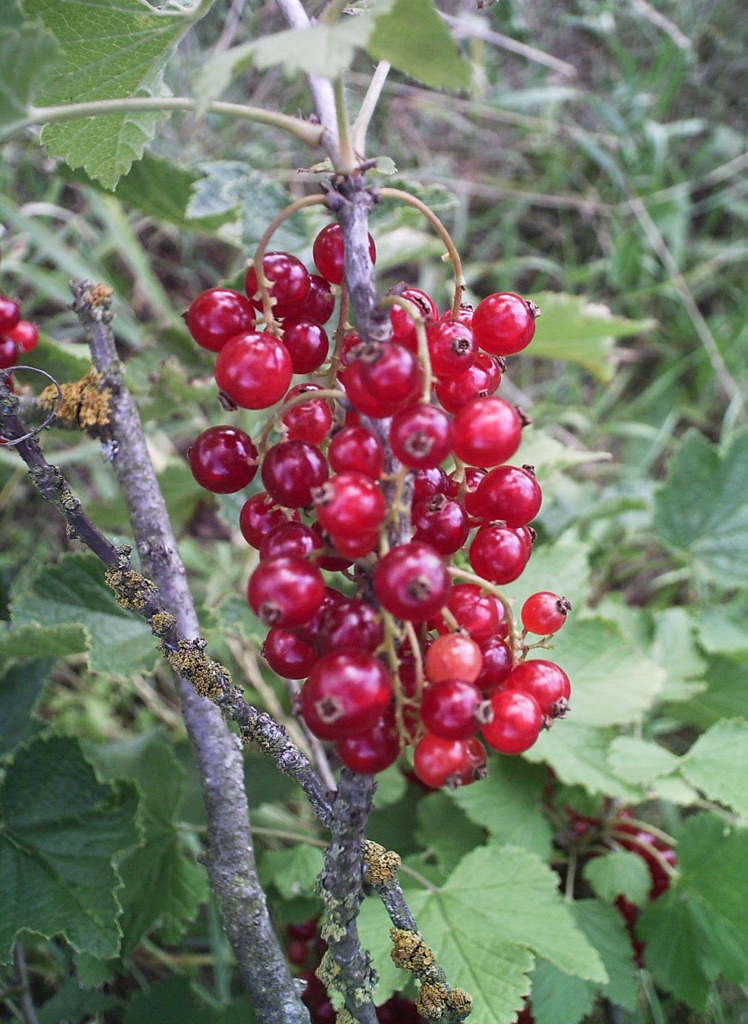
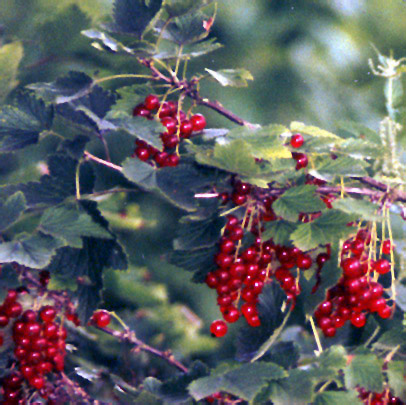
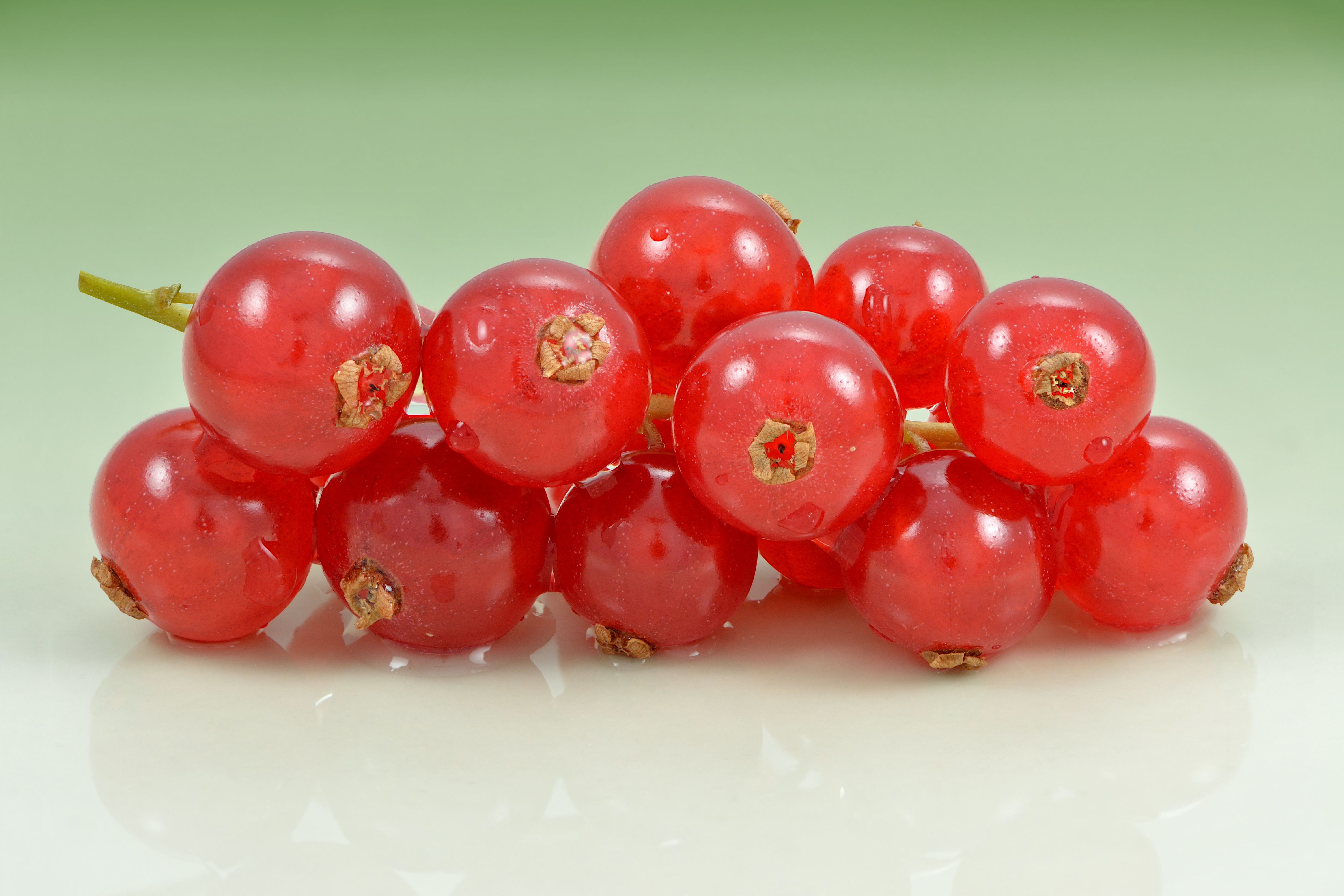